# جون بينز
جون بينز (بالإنجليزية: John Binns)‏ هو مؤلف وصحفي أمريكي، ولد في 22 ديسمبر 1772، وتوفي في 16 يونيو 1860.